# Harrison Hot Springs
Harrison Hot Springs är en ort i Kanada.   Den ligger i provinsen British Columbia, i den södra delen av landet, 3 400 km väster om huvudstaden Ottawa. Harrison Hot Springs ligger 18 meter över havet och antalet invånare är 1 468.
Terrängen runt Harrison Hot Springs är kuperad västerut, men österut är den bergig. Närmaste större samhälle är Chilliwack, 19,1 km sydväst om Harrison Hot Springs. 
I omgivningarna runt Harrison Hot Springs växer i huvudsak blandskog. Runt Harrison Hot Springs är det ganska glesbefolkat, med 22 invånare per kvadratkilometer.